# よしながこうたく
よしなが こうたく（1979年 - ）は、日本の絵本作家、イラストレーター。九州産業大学デザイン科卒業。
線を描かず、絵の具だけで描き上げる独特のタッチは出版業界のみならず図書館をはじめとする公的機関、育児専門家からも評価されており、読み聞かせライブの出演依頼も多数引き受けている。

## 人物・エピソード
- 兄は旅行作家の 吉永拓哉 で、ベストセラーとなった代表作『給食番長』の主人公「番長」は兄がモデルである。また、給食番長の博多弁は兄が翻訳している。

## 著作
- 第1弾 給食番長／好学社・ISBN：9784769023104
- 第2弾 飼育係長／好学社・ISBN：9784769023111
- 第3弾 あいさつ団長／好学社・ISBN：9784769023128
- 第4弾 おそうじ隊長／好学社・ISBN：9784769023135
- 第5弾 ちこく姫
- 第6弾 宿題ファイター

上の作品は、学校シリーズの5作品。
- サムソン先生のダジャレで英語学習帳／長崎出版・ISBN：9784860954468
NHK Eテレの教育番組「シャキーン!」で、「サムソンのダジャレDE英単語」のタイトルでアニメとして放送されている[8]。
- 狂言絵本4 かみなり／ポプラ社・ISBN：9784591106891
- ばあちゃんのおなか／教育画劇・ISBN：9784774611761
- ようかいガマとの01
- ようかいガマとの02
- でんせつのきょだいあんまんをはこべ
- おふろだいすき！ぷっぺ／小学館・ISBN：9784097263753
- 新・今昔物語絵本 鬼のかいぎ／新樹社・ISBN：9784787586124
- ぼくだってウルトラマン／講談社・2013年11月29日発売[9]